# Artushof (Dresden)

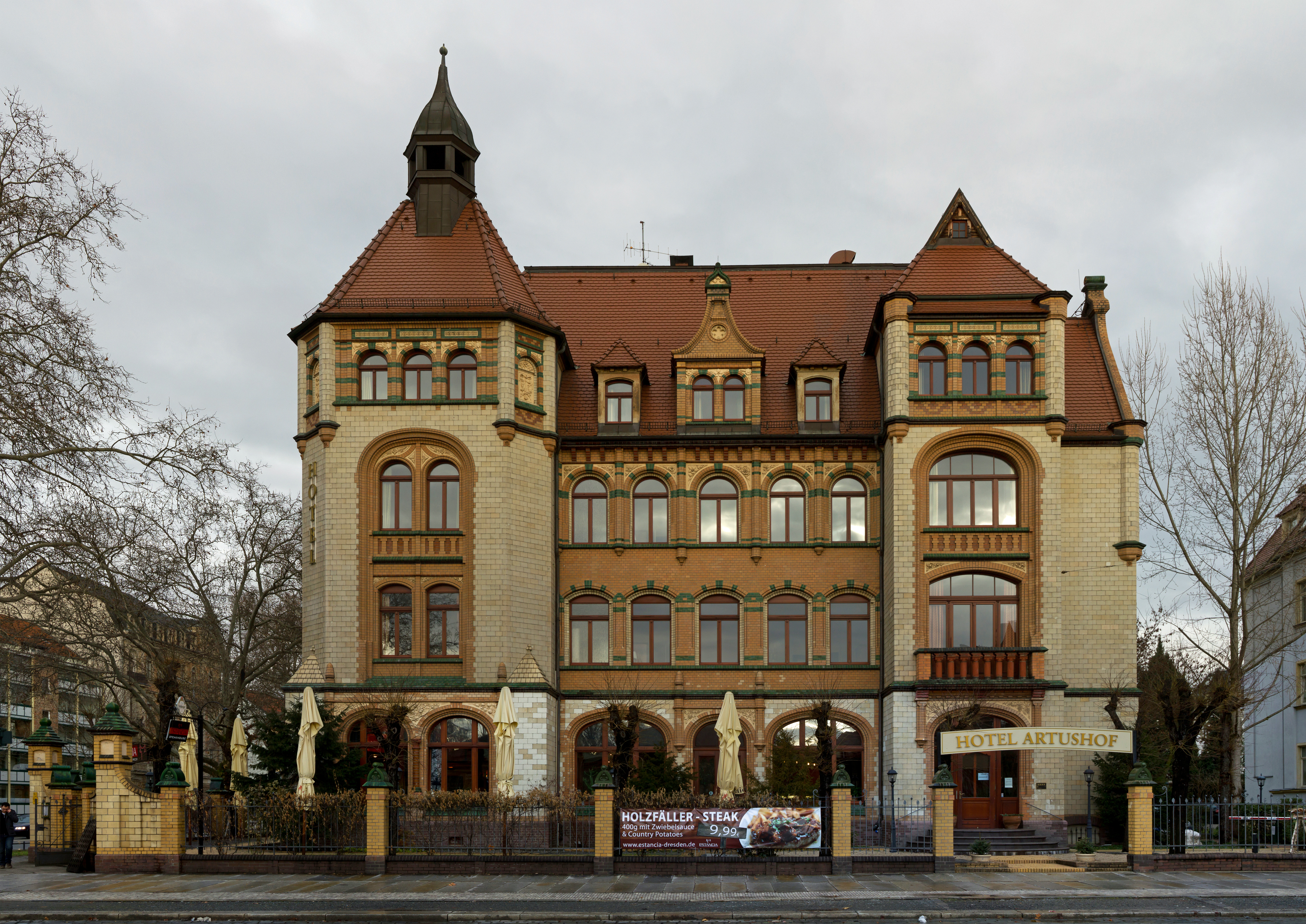
Artushof in Dresden, Front zur Borsbergstraße (Januar 2011)

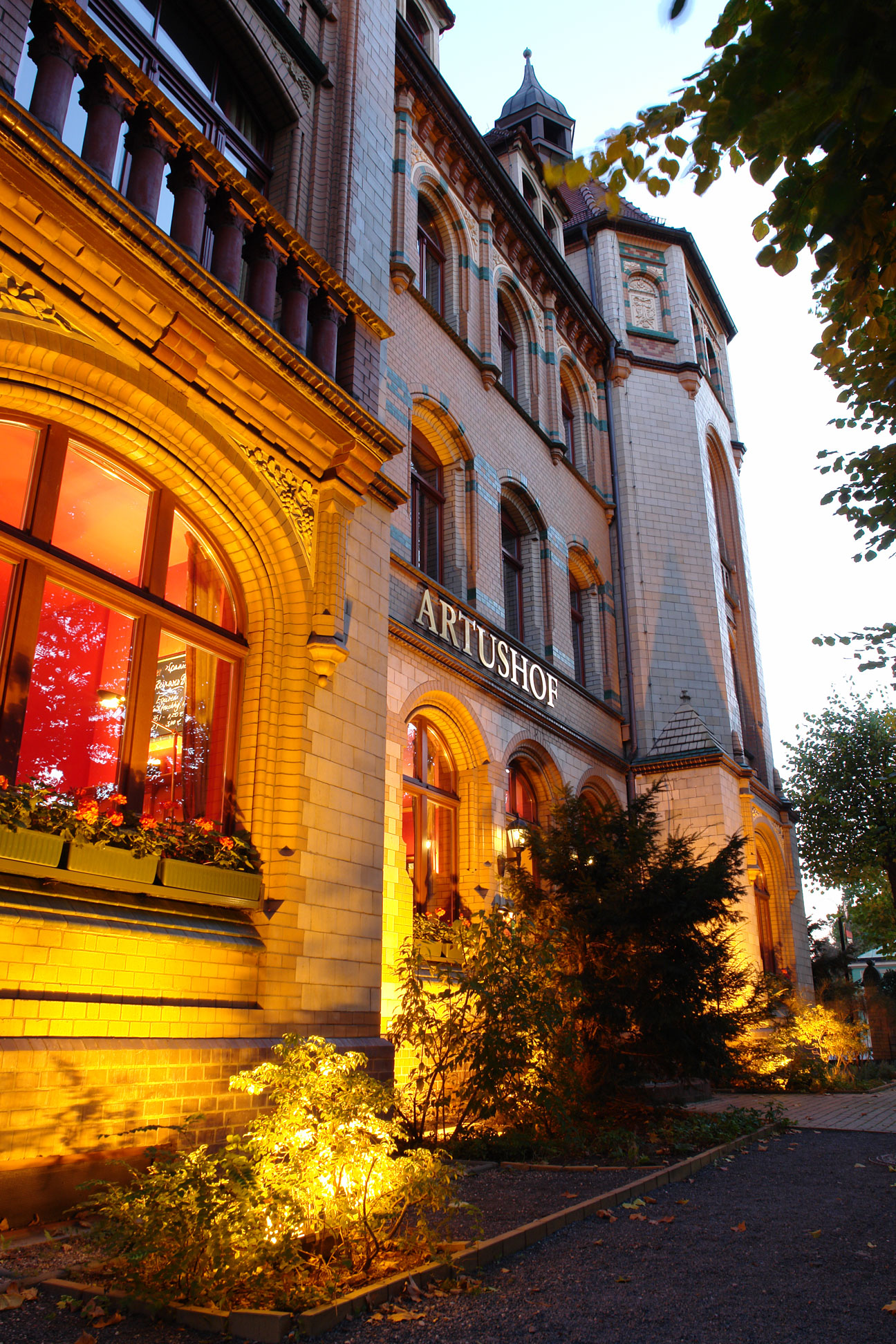
Artushof in Dresden, Detailansicht der Fassade (September 2007)

Der Artushof  in Dresden ist ein unter Denkmalschutz stehendes Gebäude in der Fetscherstraße im Dresdner Stadtteil Johannstadt.

## Beschreibung
Das an der Fetscherstraße 30 gelegene und als Hotel und Gaststätte genutzte Gebäude wurde 1899 von Franz Oskar Hartmann als dreigeschossiger gelb-roter Backsteinbau in historistischen Formen mit leichten Jugendstilanklängen errichtet. Der ursprüngliche Name des Hotels war Fürstenhof. Es ist das bestimmende Gebäude am früher Fürstenplatz genannten Fetscherplatz.

## Geschichte

Ansicht 1911

Von 1911 bis 1990 befand sich das Hotel im Besitz der Hoteliersfamilie Radiasch. Das Restaurant war in der Zeit der DDR von 1949 bis 1990 ein Volkseigener Betrieb unter dem Namen Ostrava. Benannt war das tschechische Nationalitätenrestaurant nach der mährenschlesischen Stadt Ostrau, die seit 1971 Partnerstadt Dresdens ist. Von 1992 bis 1993 wurde das Gebäude restauriert und in ein Appartementhotel umgewandelt. Stanislav Kvasnicak leitete über viele Jahre die Küche des  Nationalitätenrestaurants. Seine Familie führt die Tradition böhmischer Küche in der Spitzgrundmühle in Coswig weiter.